# Xã Republic North, Quận Greene, Missouri
Xã Republic North (tiếng Anh: Republic North Township) là một xã thuộc quận Greene, tiểu bang Missouri, Hoa Kỳ. Năm 2010, dân số của xã này là 6.468 người.